# Дахтера, Францишек
Франци́шек Дахте́ра (пол. Franciszek Dachtera; 22 сентября 1910, Сально, Куявско-Поморское воеводство — 22 августа 1942, Дахау, Бавария) — блаженный Римско-Католической Церкви, священник, мученик. Входит в число 108 блаженных польских мучеников, беатифицированных римским папой Иоанном Павлом II во время его посещения Варшавы 13 июня 1999 года.

## Биография
С 1928 по 1933 год обучался в Духовной семинарии в Гнезно. 10 июня 1933 года был рукоположён в сан священника кардиналом Августом Глондой, после чего работал префектом гимназии в Быдгощи. В августе 1939 года был назначен настоятелем в деревне Лубово возле города Гнезно.

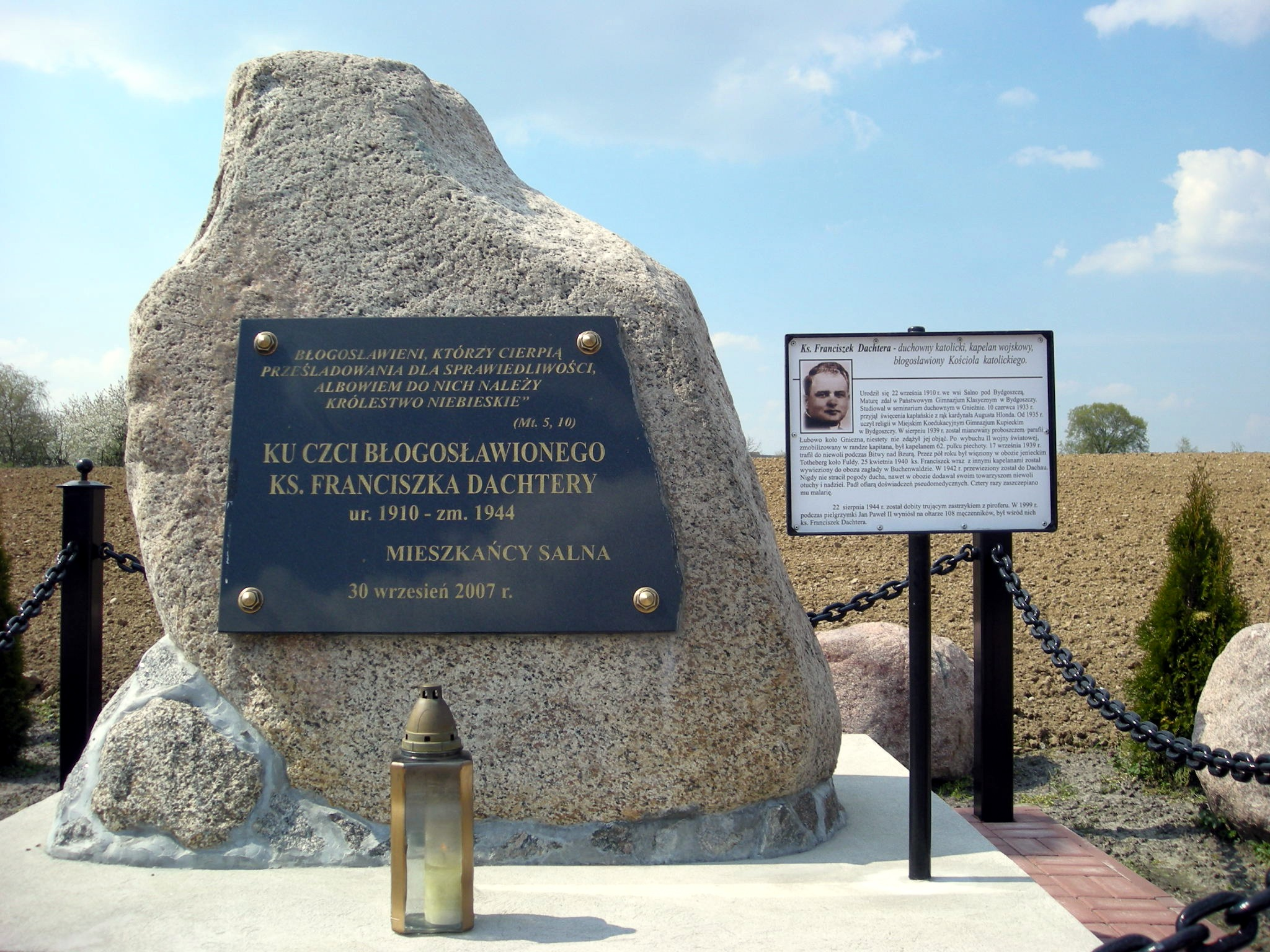
Мемориальная таблица, посвящённая блаженному Ф. Дахтере возле города Сально, Польша

Во время нападения Германии на Польшу в сентябре 1939 года служил капелланом 62 пехотного полка. 17 сентября 1939 года при битве возле Бзуры попал в плен и интернирован в лагерь для военнопленных Totheberg, возле Фульды. 25 апреля 1940 года был препровождён в концентрационный лагерь Бухенвальд, в июле 1940 года был переведён в Дахау, где погиб 22 августа 1942 года во время проведение в концлагере псевдомедицинских опытов. Над ним производились опыты по исследованию влияния на человека малярии.
Его концентрационный номер — 31199.

## Прославление
13 июня 1999 года был беатифицирован римским папой Иоанном Павлом II вместе с другими польскими мучениками Второй мировой войны.
День памяти — 12 июня.